# James Robertson Justice
James Robertson Justice (Lewisham, 15 giugno 1907 – Winchester, 2 luglio 1975) è stato un attore britannico.

## Biografia
Studiò al Marlborough College a Wiltshire e poi all'University College di Londra e l'Università di Bonn, lasciò entrambe le scuole dopo un anno. Parlava molte lingue, fra cui francese, danese e italiano.
Dopo essere diventato giornalista iniziò la carriera d'attore. Si sposò due volte: dal 1941 al 1968 con Dilys Ethel Hayden, e con Irene von Meyendorff dal 1975 sino alla sua morte.

## Filmografia

### Cinema
- For Those in Peril, regia di Charles Crichton (1944) (non accreditato)
- Fiddlers Three, regia di Harry Watt (1944)
- Champagne Charlie, regia di Alberto Cavalcanti (1944) (non accreditato)
- Appointment with Crime, regia di John Harlow (1946)
- Vendetta (Hungry Hill), regia di Brian Desmond Hurst (1947) (non accreditato)
- Vice versa, regia di Peter Ustinov (1948)
- La famiglia Dakers (My Brother Jonathan), regia di Harold French (1948)
- Against the Wind, regia di Charles Crichton (1948)
- Passioni (Quartet), regia di Ken Annakin, Arthur Crabtree (1948)
- La tragedia del capitano Scott (Scott of the Antarctic), regia di Charles Frend (1948)
- Stop Press Girl, regia di Michael Barry (1949)
- Cristoforo Colombo (Christopher Columbus), regia di David MacDonald (1949)
- Whisky a volontà (Whisky Galore!), regia di Alexander Mackendrick (1949)
- Poet's Pub, regia di Frederick Wilson (1949)
- Private Angelo, regia di Michael Anderson e Peter Ustinov (1949)
- Prelude to Fame, regia di Fergus McDonell (1950)
- Mia figlia Joy (My Daughter Joy), regia di Gregory Ratoff (1950)
- La rosa nera (The Black Rose), regia di Henry Hathaway (1950)
- Alba generosa (The Magnet), regia di Charles Frend (1950)
- Blackmailed, regia di Marc Allégret (1951)
- Città in agguato (Pool of London), regia di Basil Dearden (1951)
- Le avventure del capitano Hornblower (Captain Horatio Hornblower R.N.), regia di Raoul Walsh (1951)
- Davide e Betsabea (David and Bathsheba), regia di Henry King (1951)
- La regina dei pirati (Anne of the Indies), regia di Jacques Tourneur (1951)
- Innamorati dispettosi (The Lady Says No), regia di Frank Ross (1951)
- Robin Hood e i compagni della foresta (The Story of Robin Hood and His Merrie Men), regia di Ken Annakin (1952)
- I miserabili (Les Miserables), regia di Lewis Milestone (1952)
- Miss Robin Hood, regia di John Guillermin (1952)
- The Voice of Merrill, regia di John Gilling (1952)
- La spada e la rosa (The Sword and the Rose), regia di Ken Annakin (1953)
- Rob Roy, il bandito di Scozia (Rob Roy: The Highland Rogue), regia di Harold French (1953)
- Quattro in medicina (Doctor in the House), regia di Ralph Thomas (1954)
- Out of the Clouds, regia di Basil Dearden (1955)
- Sopra di noi il mare (Above Us the Waves), regia di Ralph Thomas (1955)
- La regina delle piramidi (Land of the Pharaohs), regia di Howard Hawks (1955)
- Un dottore in altomare (Doctor at Sea), regia di Ralph Thomas (1955)
- An Alligator Named Daisy, regia di J. Lee Thompson (1955)
- Tempesta sul Nilo (Storm Over the Nile), regia di Zoltán Korda e Terence Young (1955)
- Moby Dick, regia di John Huston (1956)
- La sottana di ferro (The Iron Petticoat), regia di Ralph Thomas (1956)
- Criminali sull'asfalto (Checkpoint), regia di Ralph Thomas (1956)
- Dottore a spasso (Doctor at Large), regia di Ralph Thomas (1957)
- Souvenir d'Italie, regia di Antonio Pietrangeli (1957)
- L'idolo vivente (The Living Idol), regia di René Cardona e Albert Lewin (1957)
- La dinastia del petrolio (Campbell's Kingdom), regia di Ralph Thomas (1957)
- La casbah di Marsiglia (Seven Thunders), regia di Hugo Fregonese (1957)
- Teresa Étienne (Thérèse Étienne), regia di Denys de La Patellière (1958)
- Ordine di uccidere (Orders to Kill), regia di Anthony Asquith (1958)
- Su e giù per le scale (Upstairs and Downstairs), regia di Ralph Thomas (1959)
- Si spogli dottore! (Doctor in Love), regia di Ralph Thomas (1960)
- La ragazza dello scandalo (A French Mistress), regia di Roy Boulting (1960)
- L'ambasciatore (Die Botschafterin), regia di Harald Braun (1960)
- Foxhole in Cairo, regia di John Llewelleyn Moxey (1960)
- Assassinio sul treno (Murder She Said), regia di George Pollock (1961)
- Un pezzo grosso (Very Important Person), regia di Ken Annakin (1961)
- I cannoni di Navarone (The Guns of Navarone), regia di J. Lee Thompson (1961)
- Amore pizzicato (Raising the Wind), regia di Gerald Thomas (1961)
- Due mariti per volta (A Pair of Briefs), regia di Ralph Thomas (1962)
- Julie, perché non vuoi? (Crooks Anonymous), regia di Ken Annakin (1962)
- L'attimo della violenza (Guns of Darkness), regia di Anthony Asquith (1962)
- Il riposo del guerriero (Le Repos du guerrier), regia di Roger Vadim (1962)
- La signora sprint (The Fast Lady), regia di Ken Annakin (1962)
- U 153 agguato sul fondo (Mystery Submarine), regia di C.M. Pennington-Richards (1963)
- Dottore nei guai (Doctor in Distress), regia di Ralph Thomas (1963)
- Father Came Too!, regia di Peter Graham Scott (1964)
- Dr. Crippen, regia di Robert Lynn (1964)
- Quei temerari sulle macchine volanti (Those Magnificent Men in Their Flying Machines or How I Flew from London to Paris in 25 hours 11 minutes), regia di Ken Annakin (1965)
- You Must Be Joking!, regia di Michael Winner (1965)
- Fu Manchu A.S.3 - Operazione tigre (The Face of Fu Manchu), regia di Don Sharp (1965)
- Il giorno dopo (Up from the Beach), regia di Robert Parrish (1965)
- Vai avanti... dottore! (Doctor in Clover), regia di Ralph Thomas (1966)
- Exploit bella sexy e ladra (Lange Beine - lange Finger), regia di Alfred Vohrer (1966)
- Lucy in London, regia di Steve Binder (1966) - film tv
- La grande sfida a Scotland Yard (The Trygon Factor), regia di Cyril Frankel (1966)
- Io, l'amore (À coeur joie), regia di Serge Bourguignon (1967)
- Senza di loro l'inferno è vuoto (Hell Is Empty), regia di John Ainsworth e Bernard Knowles (1967)
- Tre passi nel delirio (Histoires extraordinaires), regia di Federico Fellini, Louis Malle e Roger Vadim (1968)
- Mayerling, regia di Terence Young (1968)
- Citty Citty Bang Bang (Chitty Chitty Bang Bang), regia di Ken Hughes (1968)
- Zeta uno (Zeta One), regia di Michael Cort (1969)
- Some Will, Some Won't, regia di Duncan Wood (1970)
- Doctor in Trouble, regia di Ralph Thomas (1970)
- The Massacre of Glencoe, regia di Austin Campbell (1971)

### Televisione
- Jackanory - serie TV, 5 episodi (1966)
- Dr. Finlay's Casebook - serie TV, episodio 4x26 (1966)
- Reporter alla ribalta (The Name of the Game) - serie TV, episodio 2x01 (1969)

## Doppiatori italiani
- Mario Besesti in Le avventure del capitano Hornblower, il temerario, Robin Hood e i compagni della foresta, La spada e la rosa, Sopra di noi il mare
- Giorgio Capecchi in La regina delle piramidi, Moby Dick, I cannoni di Navarone (comandante Jensen)
- Luigi Pavese in Quattro in medicina, Assassinio sul treno, Ordine di uccidere
- Alberto Sordi in La tragedia del capitano Scott
- Cesare Polacco in Cristoforo Colombo
- Giulio Panicali in I cannoni di Navarone (voce narrante)
- Corrado Gaipa in Citty Citty Bang Bang